# 黃檗
黄檗（中古擬音：prek，在中國大陸有時被簡化爲黄柏）为芸香科黄檗属植物的通称。其树皮为中药材，亦称为黄檗。

## 物种
该属共有2种，均为落叶乔木：
- 黄檗也叫关黄檗，分布于安徽、河北、黑龙江、河南、吉林、辽宁、内蒙古、山东、山西、台湾、日本、朝鲜半岛、俄罗斯远东地区。
  - 黄檗原变种（學名：Phellodendron amurense var. amurense）
  - 台湾黄檗（學名：Phellodendron amurense var. wilsonii）[2]
- 川黄檗也叫黄皮树，分布于安徽、福建、甘肃、广东、广西、贵州、河南、湖北、湖南、江苏、陕西、四川、云南、浙江。
  - 川黄檗原变种（學名：Phellodendron chinense var. chinense）分布于安徽、河南、湖北、湖南、四川、云南。
  - 秃叶黄檗（學名：Phellodendron chinense var. glabriusculum）分布于福建、甘肃、广东、广西、贵州、湖北、湖南、江苏、陕西、四川、云南、浙江。

## 种植
黄檗的采收一般在每年的3月至6月进行采收，多数是要选择10左右树龄的树皮，将其剥下。一般树皮被剥下后，黄檗树就会死亡，所以黄檗也是属于贵重药材。

## 药用
黄檗属植物的树皮为中药材，亦称为黄檗。该药出于《神农本草经》，并列为上品，是中药中清熱燥濕藥的一种。关黄檗和川黄檗作为中药的药用黄檗基源载入2005版《中国药典》，且在药典中将川黄檗简称为黄柏。黄柏性苦，寒，归肾、膀胱、大肠经。

### 成分
黄檗的主要成为生物碱类化合物居多，有盐酸小檗碱、盐酸巴马汀、盐酸药根碱、黄柏碱、木兰碱、掌叶防己碱等，另含有柠檬苦素类化合物，如黄柏内酯、黄柏酮等。

### 药材性状
黄檗一般认为是皮厚、断面色黄者为药材中的佳品。
- 川黄檗：多呈片状，一般厚度在3至7毫米。外表面黄棕褐色，较为平坦，有时可见横生皮孔痕以及残存的灰褐色粗皮。川黄檗的内表面一般为暗黄棕色，有纵纹。它的断面为深黄色，有纤维性。川黄檗气味、味苦，且有黏性。

- 关黄檗：一般比川黄檗略薄，厚度在2至4毫米。外表面黄绿色，具有纵裂纹，有时外面残留栓皮而成暗灰色，且栓皮较厚。内表面为黄绿色，断面为鲜黄色。体轻，质硬。[4]

### 功能主治
- 清热燥湿：可以用来治疗湿热带下、热淋等症，较黄芩、黄连来说，黄檗更突出用来治疗下焦的湿热症状，如与山药、芡实、车前子等药用的易黄汤。[6]
- 泻火除蒸：用于治疗湿热泻痢、黄疸，黄檗易去除大肠湿热以治泻痢；还可治愈骨蒸劳热，盗汗，遗精症状，黄檗主入肾经可以退骨蒸，用来治疗阴虚火旺，潮热盗汗、腰酸遗精等症，如黄柏与知母、地黄、山药等配伍的知柏地黄丸（《医宗金鉴》）[7]。
- 解毒疗疮：黄柏内外用均可以用来治疗疮疡肿毒、湿疹瘙痒。

### 炮制
- 黄檗：取原药材，除去杂质，且去除粗皮，洗净，润透，切丝，干燥。
- 盐黄檗：取黄檗丝，加入食盐水拌匀，闷润，使药材把盐水吸进，在锅中文火炒干，取出放凉。
- 酒黄檗：取黄檗丝，加入黄酒拌匀，闷润，让酒水被药材吸进，用文火炒干，取出放凉。
- 黄檗碳：取黄檗丝，用武火在锅中炒至表面焦黑色，内部深褐色。喷少许清水使火星灭尽，取出晾凉。[8]

### 用法与用量
内服3至12克，外用适量。脾虚者忌用。

## 其他功能
將紙放入黃檗汁浸染可製成硬黃紙，用於清朝的詔書。
棒球運動的硬式用球，內部會填入黃檗做為球芯。